# Howrah
Howrah o Haora (Bengalí হাওড়া Haoṛa) es una ciudad industrial de la India que pertenece al distrito de Howrah, en Bengala Occidental.
Es la sede del distrito y de la subdivisión de Howrah Sadar del mismo. Situada en la orilla occidental del río Hoogli, es ciudad gemela de Calcuta. Es la segunda ciudad más grande de Bengala occidental tanto en extensión como en población. Las dos ciudades están conectadas por el puente de Howrah (también conocido como Rabindra Setu), el Vidyasagar Setu (también conocido como el segundo puente Hooghly) y servicios de ferry y ferrocarril entre diversos espigones de las dos ciudades.
- Datos: Q205697
- Multimedia: Howrah / Q205697

1. ↑  Worldpostalcodes.org,código postal n.º 711101.